# Planchonella mindanaensis
Planchonella mindanaensis är en tvåhjärtbladig växtart som beskrevs av Herman Johannes Lam. Planchonella mindanaensis ingår i släktet Planchonella och familjen Sapotaceae. Inga underarter finns listade i Catalogue of Life.